# Клубер, Кори
Кори Скотт Клубер (англ. Corey Scott Kluber, 10 апреля 1986, Бирмингем, Алабама) — американский бейсболист, питчер клуба Главной лиги бейсбола «Тампа-Бэй Рейс». Двукратный обладатель Награды Сая Янга Американской лиги. Трижды принимал участие в Матче всех звёзд лиги. Сыграл ноу-хиттер 19 мая 2021 года.

## Биография

### Ранние годы
Кори Клубер родился 10 апреля 1986 года в Бирмингеме в штате Алабама. Он учился в старшей школе Коппелл в Техасе, в 2002 году стал победителем регионального чемпионата в составе её бейсбольной команды. Незадолго до выпуска Клубер получил стрессовый перелом правой руки, перенёс операцию и по этой причине не был выбран на драфте Главной лиги бейсбола 2004 года. Он продолжил обучение и спортивную карьеру в Стетсонском университете. В 2005 году он играл за «Стетсон Хэттерс» в роли реливера. Начиная с сезона 2006 года стал стартовым питчером. В 2007 году Клубер провёл на поле 114 иннингов с пропускаемостью 2,05 и сделал 117 страйкаутов. На драфте Главной лиги бейсбола того же года его в четвёртом раунде выбрал клуб «Сан-Диего Падрес».

### Профессиональная карьера
В течение четырёх Клубер играл за команды младших лиг, входящие в систему «Падрес». К 2010 году он продвинулся до уровня AA-лиги, где в составе «Сан-Антонио Мишнс» одержал шесть побед при шести поражениях с пропускаемостью 3,45. В июле 2010 года в ходе трёхстороннего обмена с участием «Кардиналс» он перешёл в «Кливленд Индианс».

#### Кливленд Индианс
Сезон 2011 года Клубер провёл в составе команды AAA-лиги «Коламбус Клипперс», одержав семь побед при одиннадцати поражениях и пропускаемости 5,56. Допуская 4,2 уока на девять иннингов, он играл с худшим контролем подачи с момента начала карьеры. В сентябре Клубер дебютировал за «Индианс» в Главной лиге бейсбола, но по итогам сезона выбыл из числа тридцати самых перспективных игроков клуба по версии журнала Baseball America.
Закрепиться в стартовой ротации команды ему удалось в сезоне 2013 года, когда Клубер одержал одиннадцать побед при пяти поражениях с показателем пропускаемости 3,85. В 2014 году он стал лидером команды, выиграв восемнадцать матчей при девяти поражениях с ERA 2,44. По итогам сезона Клубер стал лучшим в Американской лиге по числу побед и вошёл в тройку лидеров по числу страйкаутов, сыгранных иннингов и показателю ERA. В ноябре 2014 года он стал обладателем Награды Сая Янга лучшем питчеру Американской лиги.

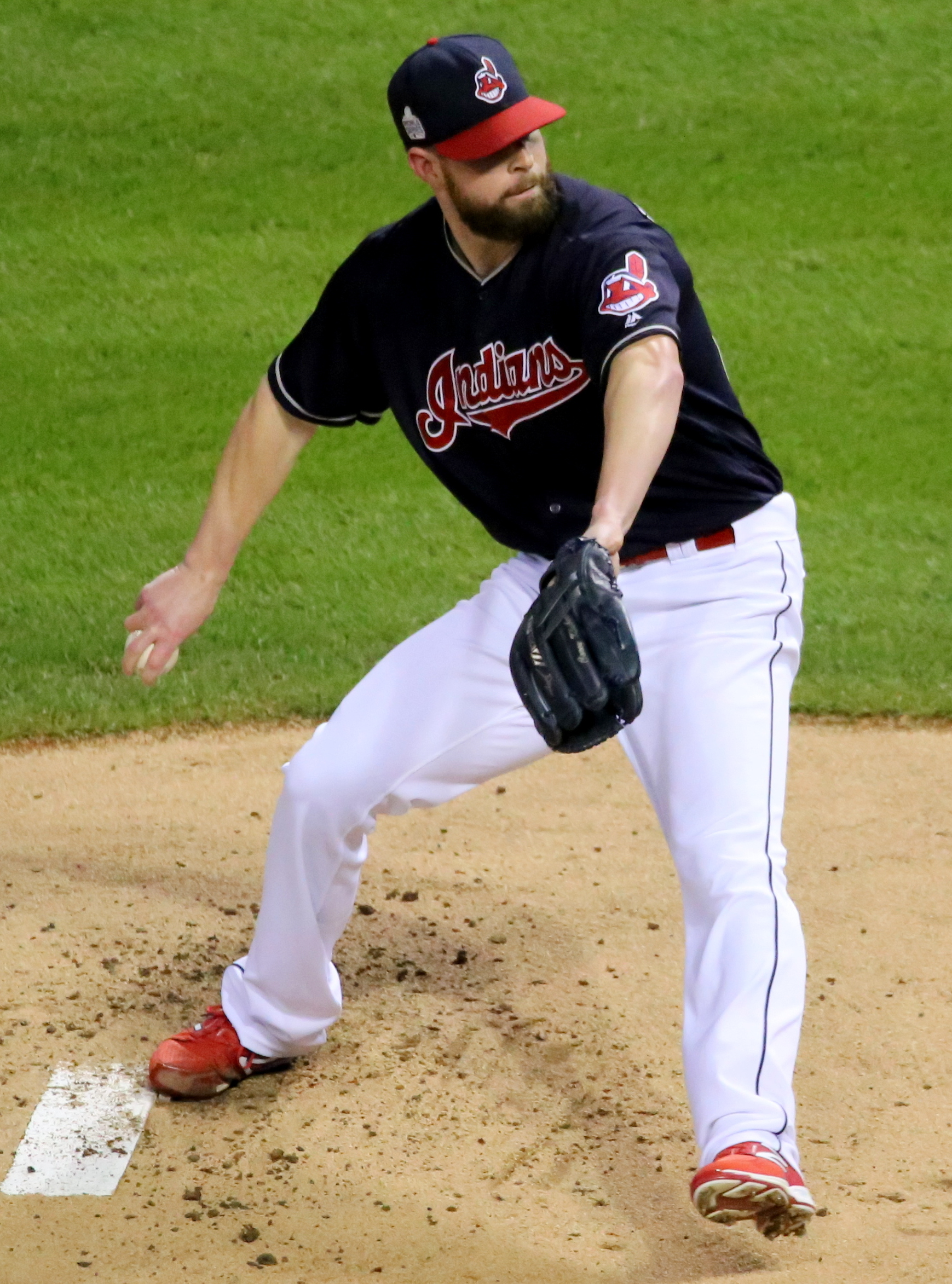
Кори Клубер в первом иннинге седьмого матча Мировой серии 2016 года.

Сезон 2015 года Клубер провёл плохо, выиграв всего девять матчей и проиграв шестнадцать. Его показатель пропускаемости вырос до 3,49. При этом он установил личный рекорд, проведя четыре полных игры. В 2016 году Клубер вернулся на прежний уровень игры и впервые попал в число участников Матча всех звёзд лиги. В регулярном чемпионате он выиграл восемнадцать матчей, проиграв девять, с пропускаемостью 3,14. В плей-офф он был лидером команды, в первых пяти матчах в стартовом составе играя с ERA 0,89. «Индианс» вышли в Мировую серию, где уступили «Чикаго Кабс» в семи матчах. Клубер одержал победы в первом и четвёртом матче серии. По решению тренерского штаба он открывал решающий седьмой матч после всего трёх дней отдыха и был заменён, пропустив три рана в четырёх иннингах.
В 2017 году Клубер оставался одним из ведущих питчеров Американской лиги, став лучшим по числу побед и показателю пропускаемости. Он сыграл пять полных игр, обновив личный рекорд, второй раз в карьере вошёл в число участников Матча всех звёзд. В ноябре Клубер получил Награду Сая Янга Американской лиги, став первым в истории «Индианс» двукратным обладателем приза. В регулярном чемпионате 2018 года он одержал двадцать побед, став первым с 2008 года питчером «Кливленда», добившимся этого. Летом он в третий раз подряд сыграл в Матче всех звёзд лиги. В сезоне 2019 года Клубер смог провести в составе «Индианс» всего семь игр. Первого мая он получил перелом руки после попадания мячом, а в августе в процессе реабилитации возникла проблема с косой мышцей живота. В декабре «Кливленд» обменял Клубера в «Техас Рейнджерс» на аутфилдера Делайно Дешилдса и питчера Эммануэля Класе. В сокращённом сезоне 2020 года он сыграл один матч, пропустив оставшуюся часть чемпионата из-за разрыва большой круглой мышцы плеча.

#### Дальнейшая карьера
В январе 2021 года Клубер в статусе свободного агента подписал однолетний контракт на 11 млн долларов с клубом «Нью-Йорк Янкис». Второго мая в игре против «Детройта» он одержал сотую победу в своей карьере. Девятнадцатого мая Клубер сыграл ноу-хиттер, ставший для клуба первым в XXI веке. В середине мая он травмировал плечо, из-за чего пропустил несколько месяцев, вернувшись на поле только в августе. Всего в регулярном чемпионате 2021 года Клубер провёл на поле 80 иннингов, одержав пять побед при трёх поражениях с пропускаемостью 3,83. После окончания сезона он получил статус свободного агента и подписал годичный контракт на 8 млн долларов с клубом «Тампа-Бэй Рейс».